# Jorge Ángel Livraga-Rizzi
Jorge Ángel Livraga-Rizzi (* 3. September 1930 in Buenos Aires; † am 7. Oktober 1991 in Madrid, Spanien) war ein Dichter, Schriftsteller, Philosoph, Essayist, Dozent und Pädagoge aus Argentinien. Er war ein Mitglied der Internationalen Philo-Byzantinischen Akademie und Universität (IPHBAU), der Internationalen Burckhardt Akademie (Italien) und der Theosophischen Gesellschaft (von 1947 bis 1957). 1957 gründete er die internationale Organisation Neue Akropolis für Philosophie, Kultur und Volontariat.

## Leben
Jorge Ángel Livraga-Rizzi kam in Buenos Aires als Sohn italienischer Eltern zur Welt. Seine Mutter, Victoria Rizzi, und sein Vater, Ángel Livraga, ein Wirtschaftsingenieur, waren italienischer Herkunft, deren Familien im späten 19. Jahrhundert nach Argentinien auswanderten. Sein Vater starb, als er knapp 15 Jahre alt war. Dieser Tod weckte die ersten philosophischen Fragen und gab Anstoß zur Suche nach dem Sinn des Lebens.
Wenig später erwachte sein Interesse für Musik und für die Lektüre verschiedener Autoren, darunter "Kafka, Sartre, Marx, Kant, Scheler". Er studierte Philosophie und Kunstgeschichte an der Universität Buenos Aires, und besuchte später auch die Medizinische Fakultät. Er wurde Mitglied der Theosophischen Gesellschaft und ihrer Bibliothek, obwohl er sich der Organisation gegenüber immer kritisch zeigte.
Später kam er in Kontakt mit anderen esoterischen und philosophischen Gruppen und widmete sich den Studien der Geschichte, der Religionen und der Symbolik. Er war ein großer Bewunderer der Werke von Ruben Dario und Octavio Paz. Er selbst schrieb Gedichte und erhielt für sein Buch "Lotos" 1951 den argentinischen Nationalpreis für Poesie.
Er folgte den theosophischen Idealen, wie sie von der russischen Okkultistin Helena Blavatsky postuliert wurden, und gehörte der Theosophischen Gesellschaft Argentiniens an, bis er sie verließ bzw. bis er dem Internationalen Sekretariat der Organisation zufolge wegen schlechter Führung ausgeschlossen wurde.
Im Jahr 1957 gründete er die Zeitschrift Theosophische Studien. Im selben Jahr erweiterte er diese Arbeit anlässlich eines Besuchs des Präsidenten der Theosophischen Gesellschaft, Sri Ram. Auf dessen Anregung gründete er zusammen mit seiner Ehefrau Ada Albrecht die Organisation Neue Akropolis. Seine Absicht war es, die Lehren Blavatskys mit dem Werk unterschiedlicher antiker Philosophen, wie etwa dem von Platon (bzw. dem der Neuplatoniker), Pythagoras, Konfuzius und Giordano Bruno zu verbinden. Ebenso wollte er verschiedene Konzepte westlicher und östlicher Esoterik bei der Jugend bekannt machen und verbreiten und dabei dem Modell der klassischen Schulen der Philosophie folgen, wie etwa dem der Platonischen Akademie in Athen oder jenem der eklektischen Schulen.

„Wir stellen fest, dass die Menschheit über einen ungeheuren Schatz an Weisheit verfügt, der verborgen und vergessen wurde. Er ist der Jugend nicht mehr zugänglich. Eine Weisheit, die Antworten auf den Sinn des Lebens gibt, zur Verbesserung der Gesellschaft und der Welt, in der wir leben. J.A. Livraga“

Schüler von Livraga gründeten Schulen von Neue Akropolis in weiteren lateinamerikanischen Ländern wie Uruguay, Chile, Peru, Brasilien und Bolivien.  Während dieser Zeit gab er Lehrveranstaltungen, öffentliche Vorträge und erstellte Kurshandbücher für die Themenbereiche Psychologie, östliche und westliche Weisheit, theologische Symbolik, Rhetorik, Geschichte der Philosophie, vergleichende Religionen, Philosophie der Wissenschaft, Metaphysik, Ästhetik und zu weiteren Themen.
1972 ging Livraga nach Spanien und gründete ein Zentrum von Neue Akropolis in Europa. Zu dieser Zeit eröffneten zwei argentinische Studenten, Delia Steinberg Guzman und Fernand Schwarz, Schulen von Neue Akropolis in Spanien und Frankreich. Im Jahr 1981 trennte er sich von seiner Frau Ada Albrecht, die ihre eigene Organisation, Hastinapura, gründete. 1988 wird er wegen illegalen Waffenbesitzes vom Landesgericht Madrid verurteilt. Im Verlauf der weiteren Jahre bis heute wurden von Schülern von Livraga oder von Schülern aus anderen Ländern weitere Schulen von Neue Akropolis in mittlerweile mehr als sechzig Ländern in ganz Europa, Amerika und Asien gegründet.
Nach seinem Tod 1991 hinterließ er seine archäologische Sammlung dem privaten Museum  Rodrigo Caro in Madrid. Sein Geburtshaus in Buenos Aires wurde in ein Museum umgewandelt.

## Auszeichnungen
- Argentinischer Nationalpreis für Poesie (1951)
- Silbernes Kreuz der Akademischen Gesellschaft für Kunst, Wissenschaft und Geisteswissenschaften (Frankreich)

## Mitgliedschaften
- Mitglied der Internationalen Philo-Byzantinischen Akademie und Universität (IPHBAU)
- Mitglied der Internationalen Burckhardt Akademie (Italien)

## Publikationen im spanischen Original
- Lotos. 1952. (Argentinischer Nationalpreis für Poesie).
- Ankor el Discípulo. Roman. Edit. Cunillera, Madrid 1972, ISBN 84-230-0017-6.[10]
- El alquimista: tras la imagen de Giordano Bruno. Roman. Edit. Cunillera, Madrid 1974, ISBN 84-230-0041-9.[11]
- Fundamentos del ideal acropolitano. Essay. Editorial Nueva Acrópolis, Madrid 1982.
- El teatro mistérico en Grecia. I La Tragedia. Essay. Ed. Nueva Acrópolis, Madrid 1987, ISBN 84-85982-28-2.
- Möassy, el perro. Roman. Ed. Nueva Acrópolis, Madrid 1990.
- Tebas. Essay. Ed. Nueva Acrópolis, Madrid 1990, ISBN 84-85982-26-6.
- Los Espíritus Elementales de la Naturaleza. Essay. Ed. Nueva Acrópolis, Barcelona 1995, ISBN 84-85982-19-3.
- El ideal político. Essay.

Editionen
- Cartas a Delia y Fernando. Ed. Nueva Acrópolis, Madrid 1981, ISBN 84-300-4075-7. (Artikel)
- Los mitos del siglo XX. 1982. (Artikel und Essays)
- Pensamientos. Ed. Nueva Acrópolis, Madrid 1982, ISBN 84-85982-02-9. (Zusammenstellung von Zitaten).
- Magia, Religión y Ciencia para el tercer milenio. (Vorträge, Bände I bis VI): Ed. Nueva Acrópolis, Madrid 1982–2010.
- Peligros del racismo. Ed. Nueva Acrópolis, Madrid 1997. (mit anderen Autoren).

Handbücher und Manuale
- Manual de primer curso. Ed. Nueva Acrópolis, Madrid 1976, ISBN 84-300-0173-5.
- Introducción a la Teosofía. Ed. Oreus, Buenos Aires 1960 (Später veröffentlicht unter dem Titel Ocultismo oriental: Buenos Aires, Oreus, 1986 und in weiterer Folge als Introducción a la Sabiduría de Oriente).
- Simbología Teológica. 1976.
- Psicología”.

## Ins Deutsche übertragene Publikationen
- Die Naturgeister oder Elementale. Sachbuch. Eigenverlag Neue Akropolis, Wien 1985, ISBN 3-900520-12-7.
- Theben. Sachbuch. Eigenverlag Neue Akropolis, Wien 1988, ISBN 3-9501438-1-5.
- Ankor der Jünger. Roman. Eigenverlag Neue Akropolis, 1992, ISBN 3-900-520-09-7.
- Gedanken. Zitatesammlung. Eigenverlag Neue Akropolis, Graz 1992, ISBN 3-900520-10-0.
- Der Alchemist. Roman. Eigenverlag Neue Akropolis, Wien 1993, ISBN 3-900-520-11-0.

### Artikel im Internet
- Wichtiger als neue Schuhe sind die Menschen, die darin gehen
- Die 4 Wege des inneren Yoga
- Die Angst
- Die geheimnisvolle Kunst des Siegens
- El Arte de encontrar a Dios
- El Camino Inverso
- Bogando contra corriente
- Varios escritos en Corazón de Diamante

## Kritik
Von Weber wird Livraga zugeschrieben, dass er sich als rechtmäßiger Erbe der theosophischen Tradition betrachtete. In seinen Werken versucht Livraga, alte und auch esoterische Ideen in die Gegenwart zu übertragen. In seinen Schriften kritisiert Livraga immer wieder den herrschenden Materialismus, Atheismus und die gegenwärtigen demokratischen Systeme. Der Materialismus und die Konzentration auf die äußere Welt bewirke, dass der Mensch sein wahres inneres Sein vergesse. Dadurch komme es beim Einzelnen zur Sinnkrise sowie im Kollektiven zu Ungleichgewichten, wie beispielsweise in der gegenwärtigen ökologischen Krise, in einem global zunehmenden sozialen Gefälle oder in einem Ansteigen bewaffneter Konflikte und terroristischer Akte.
An den gegenwärtigen Demokratien kritisiert Livraga, dass sie eigentlich Plutokratien darstellten. Den Politikern fehle es an inneren Werten und an fachlichen Kenntnissen für ihre Tätigkeit, die sie verantworteten. Aus diesem Grund ist Livraga der Ansicht, dass unsere heutige Welt auf eine Krise bzw. auf ein neues Mittelalter zusteuere. Den Schlüssel zu einer Veränderung sieht Livraga allerdings nicht in einem anderen bzw. besseren System als dem der Demokratie, sondern in einer Wiederbelebung der inneren Werte bei den einzelnen Menschen. Ein guter Mensch werde nach seiner Ansicht in jedem politischen System gute Ergebnisse hervorbringen, und diese Förderung innerer Werte wolle er mit Schulen der Philosophie bewirken.

## Bibliografie
- Baer, Gasper, Sinabell, Müller: Lexikon neureligiöser Bewegungen und Weltanschauungen. Verlag Herder, Freiburg im Breisgau, 2010, ISBN 978-3-451-06052-6.
- verschiedene Autoren. biografische Notizen “Peligros del racismo”, Ed. Nueva Acrópolis, Madrid, 1997, D.L. M-43692-1997, ISBN 84-85982-60-6.

| Personendaten    | Personendaten                                                                    |
| ---------------- | -------------------------------------------------------------------------------- |
| NAME             | Livraga-Rizzi, Jorge Ángel                                                       |
| ALTERNATIVNAMEN  | Livraga Rizzi, Jorge Ángel                                                       |
| KURZBESCHREIBUNG | argentinischer Dichter, Schriftsteller, Philosoph, Essayist, Dozent und Pädagoge |
| GEBURTSDATUM     | 3. September 1930                                                                |
| GEBURTSORT       | Buenos Aires                                                                     |
| STERBEDATUM      | 7. Oktober 1991                                                                  |
| STERBEORT        | Madrid                                                                           |